# 有効吸込みヘッド
有効吸込みヘッド（ゆうこうすいこみへっど、英語: Net Positive Suction Head、NPSH）とは、水や油圧など液体配管の任意の断面において、配管中の液体の圧力と、その温度での液体の蒸気圧の差を示す物理量である。液体の圧力が蒸気圧を下回れば液体は沸騰し、最終的にはキャビテーションの発生につながる。この蒸気泡は配管系統に損傷を生じ、同時に、液体の流れを阻害する。そのためNPSHは、回路を設計する際に考慮すべき重要なパラメータである。
遠心ポンプは、加熱された溶液を蒸気圧の近くまで圧送する場合は特に脆弱である。一方、容積式ポンプはキャビテーションの影響をあまり受けず、問題なく二相流（気体と液体の混合物）を送り出すことができる。しかし、結果として得られるポンプの流量は減少する。なぜなら発生ガスは、容量分析の液体の不均衡を変位させる。沸点に近い高温の液体を遠心ポンプを用いて圧送するためには、注意深い設計が必要とされる。
キャビテーション気泡は激しく崩壊して衝撃波を生じさせ、ポンプ内部部品（通常はインペラの先端）から材料を文字通り彫り、また「砂利を圧送するような」と形容されるノイズを発生させる。また、振動の増加も避けられず、ポンプおよび関連機器の他の機械的な故障を引き起こす可能性がある。
NPSHには次の2種類の定義がある：
有効NPSH (available NPSH、NPSHA )
配管によって決まる、キャビテーションに対する余裕を表す。
必要NPSH、所要NPSH (required NPSH、NPSHR )
ポンプの性能として決まる、キャビテーションを起こさないために必要な揚程を示したもの。
キャビテーションを起こさないためには、NPSHA > NPSHR であることが必要である。

## 定義
有効NPSHは次式で定義される：
{\displaystyle NPSH_{\mathrm {A} }={\frac {p_{0}-p_{\mathrm {v} }}{\rho g}}+\Delta z-h_{\mathrm {L} }}
ここで
- p0 ：水面での圧力（大気圧）
- pv ：液体の温度 T1 における蒸気圧（飽和圧力）
- ρ ：流体の密度（定数)
- g ：重力加速度
- Δz ：水面と位置1の高低差
- hL ：損失水頭

NPSHをポンプの設計流量における全揚程H で無次元化したものをトーマのキャビテーション数σT という：
{\displaystyle \sigma _{\mathrm {T} }={\frac {NPSH}{H}}}